# Софиевская улица (Кременчуг)
Софиевская улица (укр. Софіївська вулиця) — улица протяженностью около 1700 метров, расположенная в городе Кременчуге (Полтавская область, Украина). До 2016 года носила имя Василия Ивановича Чапаева.

## Описание
Софиевская улица расположена в центральной части города. Начинается от улицы Победы и следует на юг, пересекая следующие улицы: Академика Маслова, 29 сентября, Лейтенанта Покладова, Небесной Сотни, Шевченко, Горького и Богаевского.

## История

### Период Российской империи
В начале XIX века Кременчуг был крупным промышленным и военным центром. Активно развивались производство, образование и медицина, а также религиозная жизнь города, что нашло отражение в истории улицы. Изначально улица называлась Большой Мещанской. В 1803 году между Большой Мещанской и улицами Приютская (Горького), Веселая (улица 1905 года) и Алексеевская (Шевченко) была обустроена Учебная площадь для проведения военных учений и парадов. На углу с Бульварной улицей (Богаевского) располагались деревянные одноэтажные казармы, также называвшиеся «Бульварными».

В городе существовала также Малая Мещанская улица. После завершения строительства Александровского реального училища в 1878 году Малая Мещанская улица была переименована в Училищную (ныне — Коцюбинского). Таким образом, в городе осталась лишь одна Мещанская улица. 

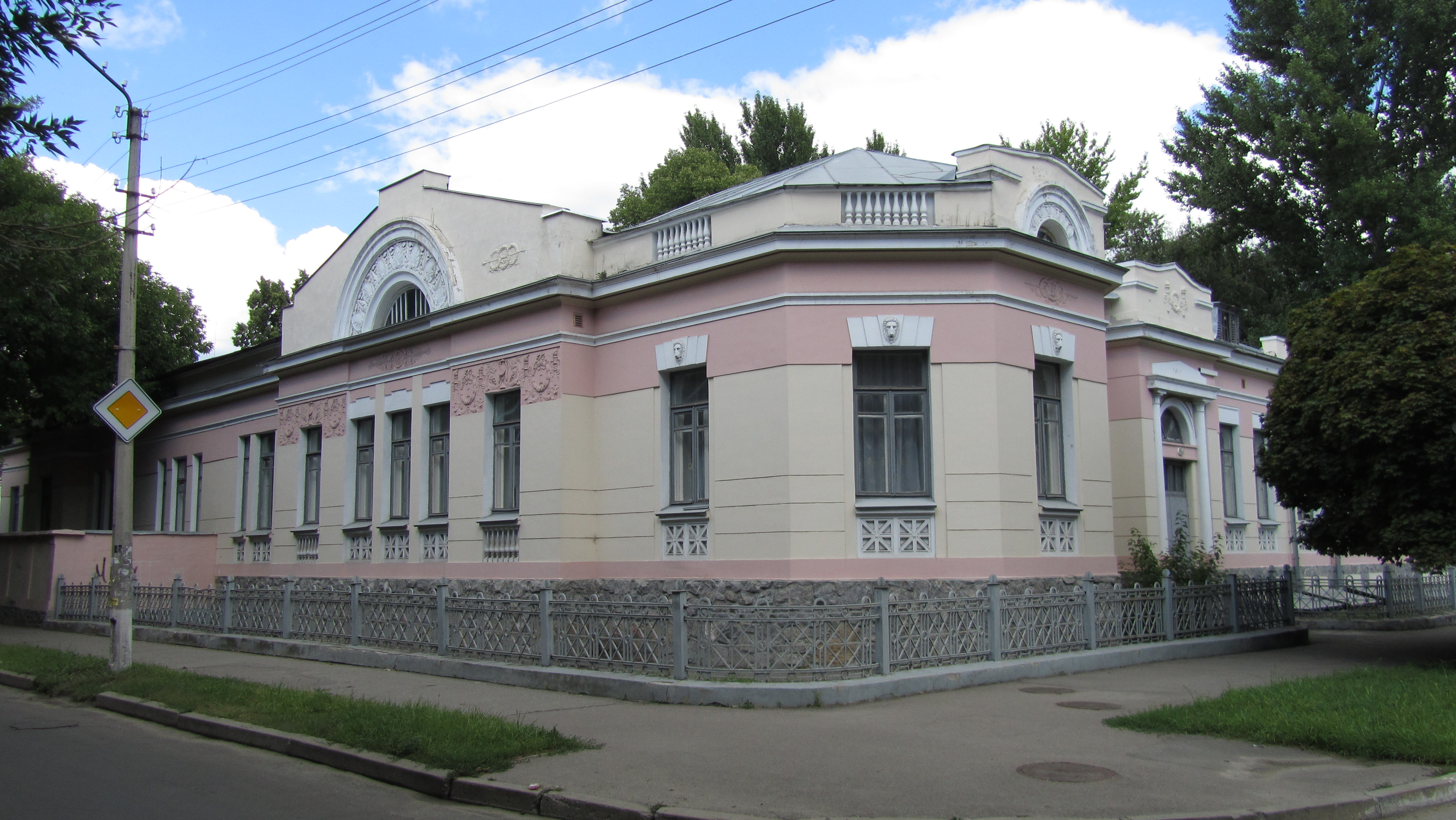
Дом генерала Гутовского

В конце XIX века началась активная застройка улицы. На углу Киевской и Мещанской генерал Гутовский выстроил для себя особняк. В начале XX века госпожа Гутовская сдавала в нём квартиры. В 1887 году в квартале между улицами Кривогрязная (Троицкая), Мещанская, Приютская (Горького) и Бульварная (Богаевского) «Товарищество Ф. Сандомирский и Н. Рабинович» построило табачно-махорочную фабрику. На улице также размещался мыльный завод.
В том же году на пересечении с Городовой улицей (ныне эта часть улицы называется улицей 29 Сентября) в наёмном здании открылась лечебница Кременчугского общества врачей. В этот же период на перекрёстке улиц также открылась народная аудитория, где разместилась библиотека, а также проходили спектакли, концерты и выставки.

В 1899 году улицу в двух местах пересекла третья линия Кременчугского электрического трамвая. Трамваи шли от Соборной площади (ныне — Победы) по Киевской улице (ныне — также Победы), пересекая Мещанскую. Пройдя по Весёлой улице (ныне — 1905 года), вагоны возвращались по Херсонской (ныне — Покладова), вновь пересекая Мещанскую. 

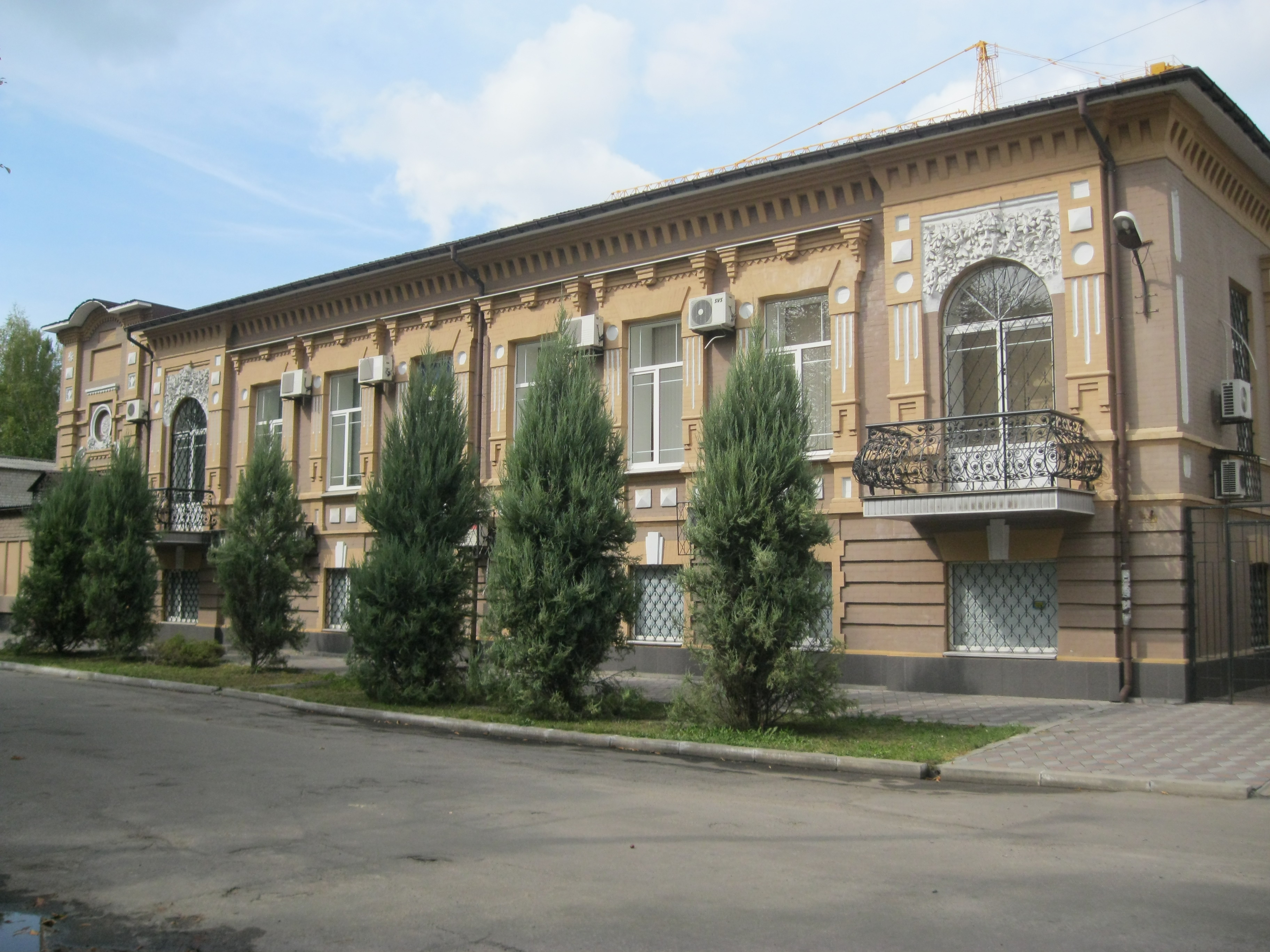
Дом фабриканта Рабиновича

В 1906 году «Товарищество Ф. Сандомирский и Н. Рабинович» распалось и Нохим Ицкович Рабинович основал на его месте собственное табачное предприятие «Самокат» («Самокатъ»). Центром предприятия был дом его владельца. Рабинович был также старостой иудейского молитвенного дома «Бейс-Яков», располагавшегося в доме его компаньона Фриделя Сандомирского на той же улице (дом назывался также «Синагогой Рабиновича»). В 1910 году на Пушкинской улице (бывшая Городовая, ныне — 29 Сентября) на углу с Мещанской открылся католический костёл.

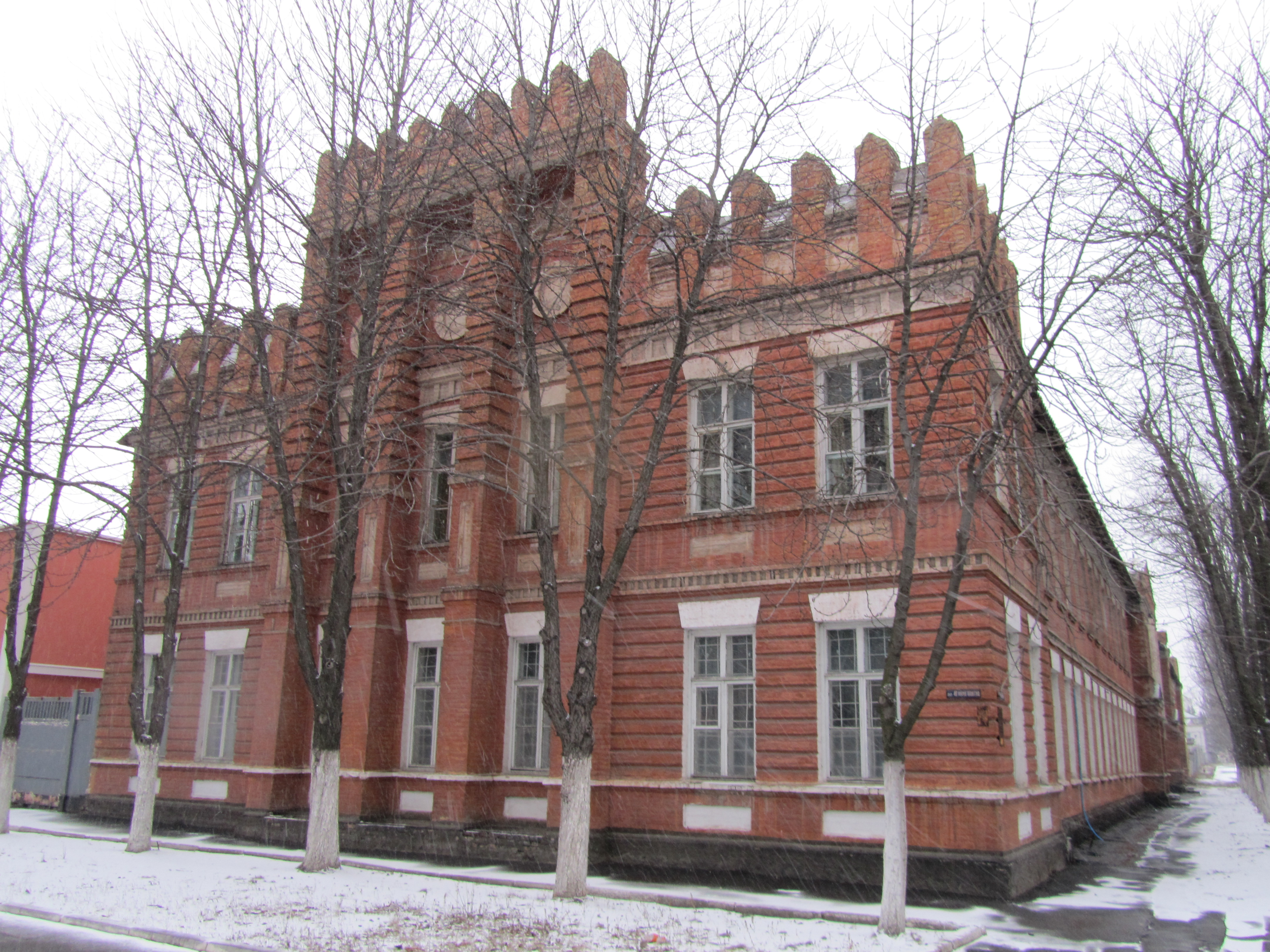
Вид на казармы Брянского полка со стороны Софиевской улицы

После возвращения в город 35-го пехотного Брянского полка по окончании русско-японской войны было принято решение о переустройстве для его нужд Бульварных казарм. Полк квартировался в Кременчуге и был связан с историей улицы и ранее: в домах на Мещанской проживали военные чины, а также размещалась походная церковь полка, освящённая в честь Преображения Господня. В течение 1910—1911 годов на месте деревянных построек велось сооружение нового ансамбля из двух каменных казарм. В 1913 году планировалось возведение звонницы над полковой церковью, что не было осуществлено из-за начала Первой мировой войны.
В 1913 году Мещанская улица была переименована в Суворовскую, в честь Александра Суворова. Полководец в 1786 году был назначен командующим Кременчугским гарнизоном, и после ранения в Кинбургском сражении лечился в Кременчугском госпитале.

### Советский довоенный период
После революции и гражданской войны Суворовская улица была переименована в честь Чапаева Василия Ивановича, героя войны, погибшего в бою. В 1920 году на месте Учебной площади был разбит сквер.
Послевоенное время требовало усиления сферы здравоохранения. В бывшем доме Гутовского в 1925 году открылся ночной санаторий для взрослых больных закрытой формой туберкулёза. В том же году в другом бывшем особняке на пересечении с Херсонской улицей (ныне — Лейтенанта Покладова) открылся венерологический диспансер. В бывшем здании лечебницы открылась рабочая поликлиника, в здании костёла — дом санитарной культуры.
В конце 1930-х годов в центре сквера на бывшей Учебной площади была построена школа. Бывшее здание синагоги было передано под клуб пионеров и школьников. В здании костёла открылось выставочное пространство.
С 1933 года в доме номер 12 проживал Емельяненко Константин Викторович, будущий участник подпольного движения в период немецкой оккупации города, вступивший после освобождения в ряды Красной армии и погибший в бою.

### Период немецкой оккупации
В период немецкой оккупации 1941—1943 годов здание школы занимал военный госпиталь, в сквере хоронили немецких солдат. Во время отступления немцы разрушили школу. Бывший дом Гутовского, в котором размещался санаторий, обгорел. Диспансер был разрушен, народная аудитория также пострадала и не подлежала восстановлению.

### Послевоенный советский период

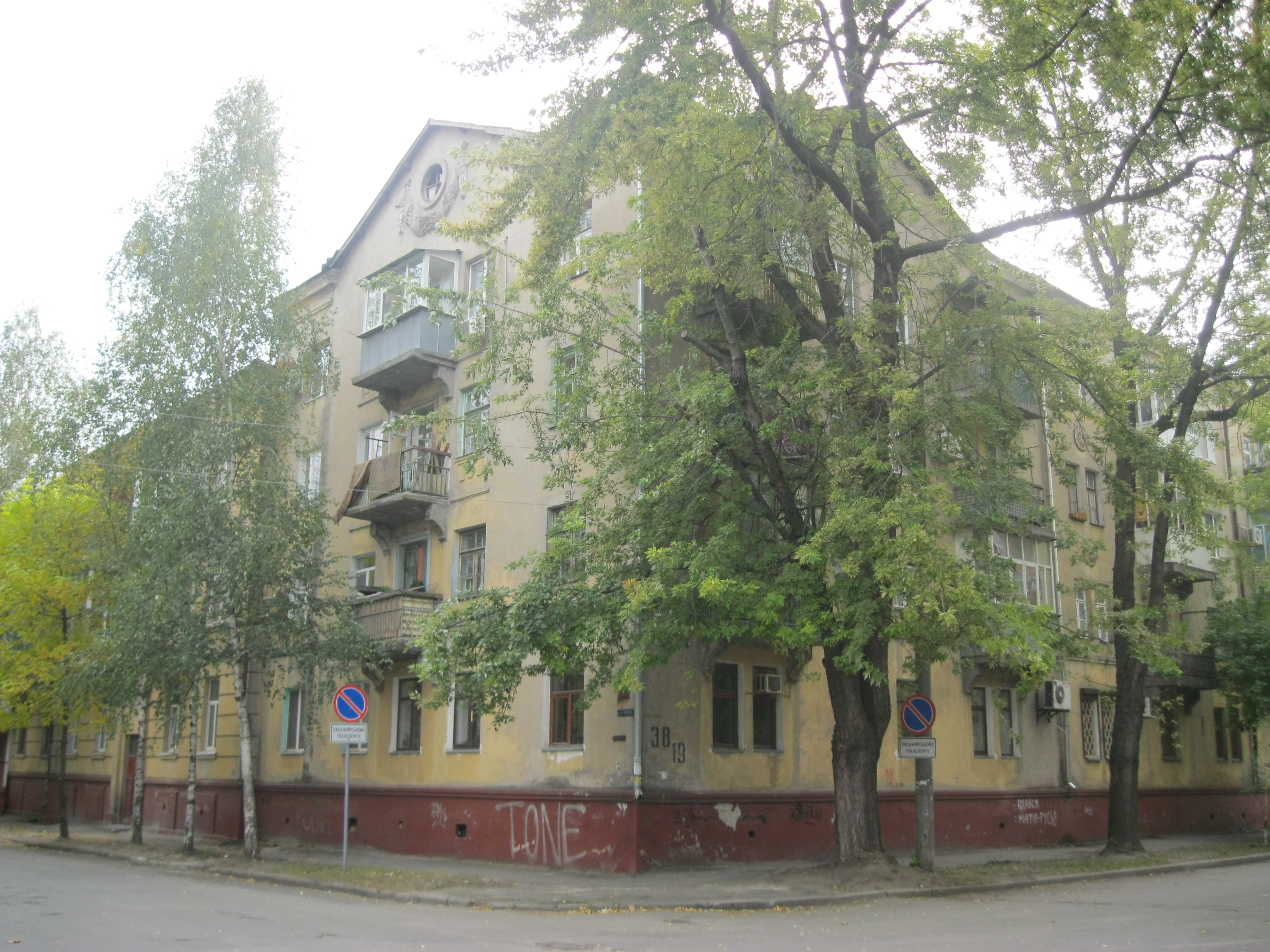
Жилой дом, № 38/19

После войны особняк Гутовского был восстановлен под жилье и впоследствии включён в перечень памятников архитектуры города. Памятниками архитектуры также стали сохранившийся дом Рабиновича и бывший католический костёл. В здании костёла разместился кинотеатр, затем — детская спортивная школа. Было восстановлено под жилье одно из частично сохранившихся зданий табачной фабрики (ныне — дом № 71). Были также восстановлены бывшие казармы Брянского полка, позже включённые в список памятников.
Большая часть бывшей Учебной площади была обустроена под новый сквер махорочников (работы по озеленению были проведены весной 1949 года). В 1960—1962 годах на территории сквера была построена новая школа. В послевоенный период на улице были также построены многочисленные дома и детский сад. На месте народной аудитории была построена швейная фабрика. Дом под номером 38/19, построенный в 1950 году, позже был включён в перечень памятников архитектуры.

### Современный период
В 1990-е годы бывший католический костёл был передан православной церкви. В 2016 году в рамках декоммунизации улица была переименована в Софиевскую (в дореволюционный период Софиевской называлась современная улица 8 Марта).

## Объекты

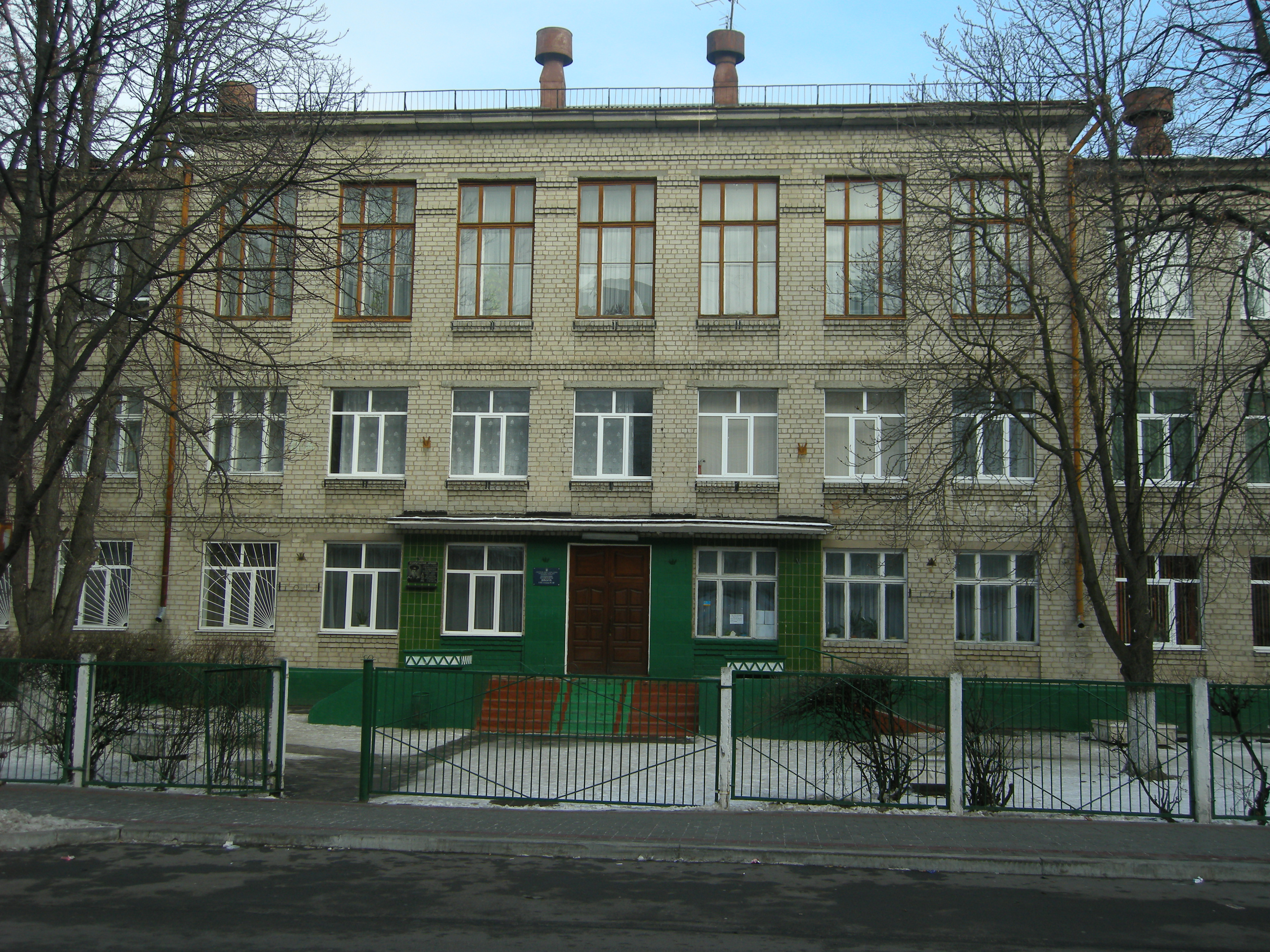
Школа № 19 (угол Софиевской и Шевченко)

- Дом № 1 — Дом генерала Гутовского, памятник архитектуры.
- Дом № 2/46 — Жилой дом конца XIX века.
- Дом № 19/11 — Швейная фабрика с памятной доской, посвящённой произошедшим в 1905 году в стенах народной аудитории событиям.
- Дом № 34/16 — Собор Святого Николая (бывший католический костёл), памятник архитектуры.
- Дом № 37 — Жилой дом конца XIX века.
- Дом № 38/19 — Жилой дом 1950 года постройки, памятник архитектуры.
- Дом № 69/58 — Общеобразовательная школа № 19.
- Дом № 69А — Кременчугский Городской центр внешкольного образования (бывшая станция юных техников).
- Дом № 71 — Жилой дом конца XIX века, одно из восстановленных после войны зданий табачной фабрики[20].
- Дом № 73 — Дом фабриканта Рабиновича, памятник архитектуры.
- Дом № 82 — Детский сад № 34.
- Казармы 35-го Брянского полка, памятник архитектуры, более не имеют адреса по улице Софиевской.